# エレオノーレ・フォン・エスターライヒ (1534-1594)

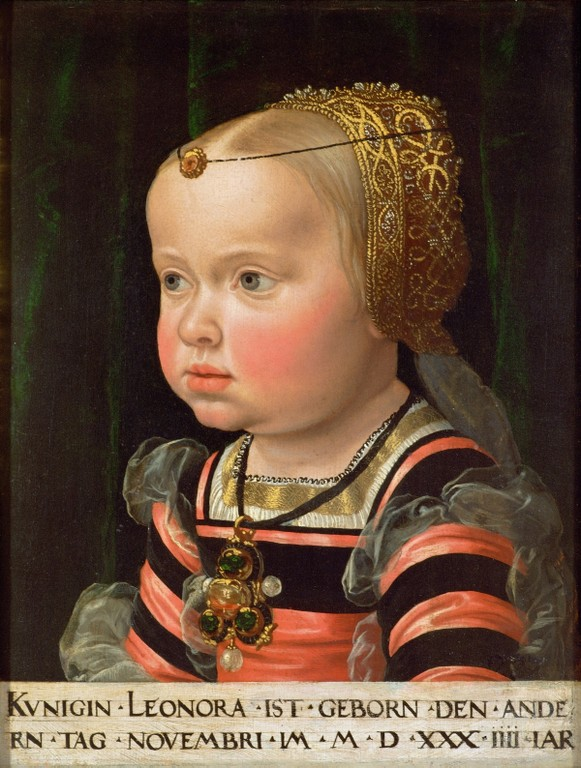
幼い頃のエレオノーレ大公女、ヤーコプ・ザイセネッガー画、1536年、美術史美術館蔵

エレオノーレ・フォン・エスターライヒ（Erzherzogin Eleonore von Österreich, 1534年11月2日 - 1594年8月5日）は、神聖ローマ皇帝フェルディナント1世の娘で、マントヴァ公グリエルモの妻。イタリア語名はエレオノーラ・ダウストリア（Eleonora d'Austria）。

## 生涯
フェルディナント1世とその妻でハンガリー王・ボヘミア王ウラースロー2世の娘アンナの間の第8子、六女として生まれた。他の姉妹たちと同様に熱心なカトリック信徒として育てられ、デンマーク王クリスチャン3世やザクセン公ヨハン・フリードリヒ2世から求婚されたものの、いずれも相手が福音派信徒だということを理由に拒絶した。
その後、26歳になるまで独身のままだったが、父に懇願されてマントヴァ公グリエルモと結婚することに同意し、婚礼は1561年4月26日にマントヴァで行われた。ゴンザーガ家は皇帝家との縁組を深めることで、モンフェッラート侯領の支配を安定させようと狙っていた。これに先立って、すぐ上の姉カタリーナがグリエルモの兄フランチェスコ3世に嫁いだが、すぐに死別している。夫は脊椎側彎症のため容姿は見劣りしたが、夫婦仲は比較的良好だった。
1567年、エレオノーレは夫の頼みに応じて、カザーレ・モンフェッラートで起きた反乱を鎮静化させるために同市に赴いた。しかし説得は成功せず、エレオノーレは一時的に反逆者たちの人質にされている。1587年に夫と死別すると、その年の待降節の日曜日に貞潔誓願を行った。1594年に59歳で死去し、マントヴァ大聖堂内の公爵家の墓所に埋葬された。

## 子女
夫との間に1男2女をもうけた。
- ヴィンチェンツォ（1562年 - 1612年） - マントヴァ公
- マルゲリータ（1564年 - 1618年） - 1579年、フェラーラ公アルフォンソ2世と結婚
- アンナ・カテリーナ（1566年 - 1621年） - 1582年、オーストリア＝チロル大公フェルディナント2世と結婚